# Beneška palača, Rim
Beneška palača (italijansko Palazzo Venezia, Palazzo di Venezia ali Palazzo Barbo) je ena izmed palač v Rimu, stoji ob Beneškem trgu. 
Stavbo je dal leta 1455 zgraditi kardinal Peter Barbo, (poznejši papež Pavel II.) in je bila ena prvih renesančnih stavb v Rimu. 
Sprva je bila papeška rezidenca, nato je v njej delovalo beneško veleposlaništvo (po Benetkah je dobila tudi današnje ime). Leta 1797 so v stavbi odprli veleposlaništvo novonastalega avstrijskega cesarstva pri Svetem sedežu. Leta 1917 je Kraljevina Italija nacionalizirala stavbo. Od leta 1922 je bil v njej sedež nove, fašistične vlade. V palači so Museo di Palazzo Venezia, Narodna umetniška knjižnica (Biblioteca di Archeologia e Storia dell'Arte), Nacionalni inštitut za arheologijo in umetnostno zgodovino (Istituto Nazionale di Archeologia e Storia dell'Arte) in direktorat državnih muzejev v deželi Lacij.

## Zgodovina
Beneški kardinal Pietro Barbo je imel poleg cerkve San Marco, svojo naslovno cerkev, manjšo palačo, razširjeno z novo stavbo, ki je bila dokončana leta 1467. Leta 1464 je bil Barbo izvoljen za papeža Pavla II. Najprej je sem preselil svojo papeško rezidenco, vendar se je leta 1470 preselil nazaj v Vatikan.
Palača je nato prešla v roke njegovega nečaka, kardinala Marca Barba. Od 1567 do 1797 je bila palača v lasti Beneške republike pod imenom Palazzo San Marco in je služila kot uradna rezidenca beneškega veleposlanika pri Svetem sedežu. V tem času je palača sprejela številne slavne goste, kot so Borso d’Este, vojvoda Ferrare in francoski kralj Karel VIII., cesar Karel V. Habsburški se je tukaj srečal s papežem Pavlom III. Farnesejem in se z njim dogovoril za sklic Tridentinskega koncila. Papež Klemen VIII. je vodil zadnjo konzistorijo, ki jo je tu sklical leta 1597.
Z mirom v Campo Formio (1797) je v avstrijsko posest prišla tudi rimska palača Serenissima. Med kratko Napoleonovo dominacijo nad Italijo med letoma 1806 in 1814 je palača propadla, notranje dvorišče pa se je uporabljalo kot tržnica, dokler ni v času restavriranja prišlo pod skrb francoske muzejske uprave. Avstrijski lastniki so se vrnili leta 1814 in palača je bila začasno uporabljena kot veleposlaništvo, ki pa so ga zaradi dotrajanosti stavbe kmalu preselili. Stavba je bila nato obnovljena pod vodstvom dunajskega arhitekta Antona Barvitiusa. Leta 1916, v letu vojne, je italijanska država Palazzo zaplenila. Pogodbena ureditev z državami Avstrijo in Madžarsko je potekala od leta 1919.
Do leta 1943 je bil tam sedež Mussolinijeve vlade, ki je govoril Rimljanom z balkona palače in med drugim razglasil vstop Italije v vojno proti Franciji in Veliki Britaniji leta 1940.

## Arhitektura
Palača se je v svoji zapleteni in dolgi zgodovini gradnje vedno znova spreminjala. Prvotna kardinalova palača s svojim mogočnim stolpom nad kvadratnim tlorisom in sosednjo palačo je ustrezala stavbi, ki je bila takrat običajna za rimske mestne palače.
Giuliano da Maiano, Batolomeo Bellano in Bernardo Rosselino naj bi bili odgovorni za kasnejše spremembe in razširitve kot papeška rezidenca. Palača deli hipotezo, da je bil Alberti v koncept vključen z drugimi rimskimi stavbami tistega časa, vendar za to ni dokazov. Francesco da San Sepolcro je v novejši literaturi imenovan za mojstra graditelja. Prvič je bilo območje stare kardinalove palače razširjeno s približno 700 m² na 11.000 m², vključno z oblikovanjem vrta, ki si ga je mogoče ogledati iz papeških stanovanj. Obrobljen je bil z nagnjeno ložo, ki so ji malo kasneje dodali še eno.
Sedanja izpostavljena lokacija palače je nastala šele zaradi prenove Beneškega trga med postavitvijo monumentalnega spomenika Viktorju Emanuelu II., ki je bil izveden med letoma 1885 in 1911, zaradi česar so bili porušeni deli starih sosednjih stavb. Od leta 1911 je bila stavba zavarovalnice Assicurazioni Generali zgrajena kot protipostavka Beneški palači, opremljena tudi z mogočnim stolpom in zidovi ter portalom, ki je tako kot tisti v palači okronan s krilatim levom sv. Marka.
Široka sprednja stran s starim vogalom je odločilna za Beneški trg. Severna stran palače se razteza vzdolž Via del Plebiscito; na zahodni strani je območje palače z vrtom zadaj omejeno z obzidjem. Na južni strani je cerkev San Marco, ki je bila vključena v kompleks, ko je bila zgrajena palača.
Palača velja za prvo veliko stavbo zgodnje renesanse v Rimu. Njena rjava fasada, okrašena s tremi vrstami belih marmornih oken, z nagubano krono ji daje srednjeveški značaj. Okna v zgornjem nadstropju so oblikovana kot gvelfov križ. Pravi vidik renesanse postane očiten šele na dvoriščni loži. Tam je bil sprejet stebrni red stebrov Koloseja, značilnost sprejemanja antičnih vzorov.
Pod palačo na globini 16 m je Mussolinijevo zavetišče proti zračnim napadom.
- Grb papeža Pavla II. na Beneški palači z napisom Paulus Venetus PP. II.
- Notranje dvorišče Beneške palače
- Beneški trg, levo Beneška palača, desno Palazzo delle Assicurazioni Generali, pred stopniščem do Spomenik Viktorja Emanuela II..
- Lev sv. Marka na čeluAssicurazioni generali na Beneškem trgu

## Muzej
Od sredine 15. stoletja so bili v palači razstavljeni starodavni kipi iz posesti kardinala Barba, ki je bil navdušen zbiralec starodavnih najdb. Večino starin je po njegovi smrti Barbov naslednik papež Sikst IV. verjetno prenesel v Castel Sant'Angelo, njihovo nadaljnje nahajališče pa ni več mogoče dokazati. Leta 1503 pa se je z imenovanjem Domenica Grimanija v palači začela nova zbirka starin. Grimani, eden najpomembnejših zbirateljev umetnosti in pokroviteljev renesanse, je v palači postavil prvovrstno zbirko. Po njegovi smrti leta 1523 je Serenissima zasegla dediščino, ki je bila le delno vrnjena zakonitim dedičem Grimanijem po pravnih sporih z republiko. Nekaj kosov je prišlo v Vatikan v drugi polovici 16. stoletja. Konec 18. stoletja so nazadnje na pobudo beneškega veleposlanika v Benetke prinesli zadnje starine.
Poleg primerov iz svojega lapidarija muzej prikazuje pomembno zbirko orožja, zbirko tapiserij, kovancev in medalj, tkanin, kozarcev, emajl in zbirko srebrnih del in rezbarij v lesu. Omeniti velja spomin Gian Lorenza Berninija na sestro Marijo Raggi in portretni doprsni kip papeža Pavla II., ki ga je izdelal Paolo Romano (sl.)
Slikarska zbirka vsebuje slike od 13. do 18. stoletja, vključno z Oznanjenje z donatorji Filipa Lippija in deli Carla Maratte, Guercina, Guida Renija, Domenichina, Giorgioneja in Giotta.